# Кортни (Британская Колумбия)
Кортни (англ.  Courtenay) — город в провинции Британская Колумбия в Канаде, на острове Ванкувер.
Город насчитывает 25 599 жителей (2016) (789,9 чел/км²) и находится на высоте 13 м над уровнем моря.
Первыми европейскими исследователями были испанцы в 1791 году. В 1859 году была запланирована постройка города, название было дано в честь реки Кортни. В 1910 году была построена дорога из Виктории, а через 4 года проведена железная дорога. В Кортенее работает библиотека острова Ванкувер.